# 水島かおり
水島 かおり（みずしま かおり、1964年6月13日 - ）は、日本の女優。東京都出身。矢沢由美名義で脚本家、雲丹名義で映画編集としても活動している。

## 人物・略歴
駒沢学園女子高等学校卒業。
友人のオーディションに同行した際にスカウトされ、1980年『小さな追跡者』でデビュー。さらに翌年、映画『ねらわれた学園』にも出演を果たした。デビュー当初はアミューズに所属するアイドルユニット「Lady oh!」のメンバーとして歌手活動していた。
美形の演技派女優であることが評価され、1990年代には『火曜サスペンス劇場』や『土曜ワイド劇場』に常連出演していた。
映画『ガンヘッド』（1989年）では役作りのためショートカットにしており、それまで腰まであるロングヘアーだったためはじめはショックを受けていたが、その後ショートにしたことで仕事が増えたという。また、同作品に出演して特撮を気に入り、自ら志望して『ウルトラマンダイナ』（1998年）や『仮面ライダークウガ』（2000年）などに出演した。
夫は映画監督の長崎俊一。2010年代は雲丹名義で編集、矢沢由美名義で脚本という形で、長崎監督作品に大きく関わっている。

## 出演

### 連続ドラマ
NHK
- 銀河テレビ小説
  - 親の出る幕（1988年）- 加藤ルミ
- NHK大河ドラマ「翔ぶが如く」 第1部 第4話～第15話 （1990年） - お芳
- 浪花少年探偵団 第2話（2000年）
- ゲームの達人 第4話（2000年）
- 我らがパラダイス（2023年）

日本テレビ系
- 花いちばん （1986年、読売テレビ）
- 勝手にしやがれヘイ!ブラザー 第3話（1989年） - ジュンコ
- あなたの知らない世界（1990年）
- コマクノキモチ（1992年）
- お茶の間（1993年）
- 金田一少年の事件簿 第1シリーズ 第2話「悲恋湖殺人事件」（1995年） - 香山聖子
- 江戸の用心棒II 第8話「髪結いの亭主で候」（1995年） - おさき
- お熱いのがお好き? 第6話（1998年） - 野々山久子
- 別れさせ屋 第2話（2001年） - ゲスト出演
- ホットスポット（2025年1月12日 - 3月16日、日本テレビ） - 「もんぶらん」店員 役[4]

TBS系
- GOGO! チアガール（1980年）
- はらぺこ同志（1982年） - 相原かおり
- さよならを教えて（1983年、毎日放送）
- スチュワーデス物語 第21話（1984年）
- ドラマ23「愛鍵物語」（1989年） - 由美
- 新幹線物語'93夏（1993年）
- 泣きたい夜もある（1993年 毎日放送/TBS)
- ボクの就職 （1994年） - 東涼子
- ウルトラマンダイナ 第49、50話（1997年） - サエキ・レイカ隊長
- なにさまっ!（1998年）
  - 「完璧女の辛い過去」
  - 「涙の対面、初めて孫を見た父」
- めぐり逢い（1998年） - 清水の妻・圭子
- パパ・レンタル中 （1998年）
- なにさまっ!（1998年）
- ママチャリ刑事（1999年）

フジテレビ系
- 小さな追跡者（1980年12月〜1981年3月） ※デビュー作
- ゴメンドーかけます（1989年）
- 過ぎし日のセレナーデ（1991年）
- 東京ラブストーリー（1991年）
- 銭形平次
  - 第1シリーズ 第1話「九尾の狐」（1991年） - おちよ
  - 第2シリーズ 第10話「まぼろしの女」（1992年） - おふさ
  - 第4シリーズ 第3話「呪われた女」（1994年） - おとよ
- 逢いたい時にあなたはいない…（1991年）
- 鬼平犯科帳 第4シリーズ 第16話「麻布一本松」（1993年） - お弓
- 逃亡者（1992年）
- 文學ト云フ事（1994年）
- 指輪 （1995年、東海テレビ）
- 3番テーブルの客 第3話（1996年）
- ショムニ 第1シリーズ 第1話（1998年）
- 救命病棟24時 第1シリーズ 第9話（1999年） - 佳代
- お水の花道 第4話「クラブ初体験!! 恋する破滅男」（1999年）
- シネマ・カクテル 女性たちの恋愛レシピ 第3話「ABC…XYZ」（1999年7月1日）
- 隠密奉行朝比奈 第2シリーズ 第10話「朝比奈暗殺計画」（1999年） - おゆみ
- 世にも奇妙な物語春の特別編「マンホール」（2002年）
- 君が想い出になる前に（2004年） - 臨床心理士・二宮

テレビ朝日系
- 暴れん坊将軍シリーズ
  - 暴れん坊将軍II 第83話「赤い蹴出しの火消し志願!」（1984年） - おはつ
  - 暴れん坊将軍X 第11話「女商人の悲しき再会! 兄は盗賊、弟は同心」（2000年） - お峰
  - 暴れん坊将軍XI 第6話「お杏が殺した男!?」（2001年） - おかよ
- 湾岸通りの天使たち（1989年）
- 花ある季節 （1990年）
- 女事件記者立花圭子 第4話（1992年） - 水上翠
- はみだし刑事情熱系 第3シリーズ 第9話（1998年） -  小池まどか
- 燃えろ!!ロボコン 第29話（1999年） - 幽霊
- 京都迷宮案内 第2シリーズ 第2話（2000年） - 美緒
- 仮面ライダークウガ（2000年） - 榎田ひかり
- 八丁堀の七人 第2シリーズ 第7話「与力を刺した女!仕組まれた凶悪な罠」（2001年） - おまつ（およう）
- はみだし刑事情熱系 第6シリーズ 第17話（2002年）
- 婚外恋愛 第2話（2002年）
- おみやさん 第1シリーズ 第6話（2002年）
- オヤジ探偵 第2シリーズ 第4、5話（2002年） - 梶間幸江
- 独身3!! 第6話「不倫OLと秘密の社内恋愛」（2003年） - 秘書課・恭子
- 子連れ狼 第3シリーズ 第5話「仇討ちの男と女!愛と偽りの逃避行!!」（2003年） - 押坂千賀
- 遠山の金さん 第2話（2007年） - お涼（※結婚休業後初ドラマ）

BS-i
- アイノウタ（2002年）

他、多数

### 2時間・SPドラマ
- 木曜ゴールデンドラマ「オカルト・ミステリー 怨霊女子学園 恐怖の連続殺人!」（1981年8月13日、読売テレビ）
- 火曜サスペンス劇場(日本テレビ)
  - 校内暴力殺人事件－狙われた女教師（1982年4月20日） - 黒田ゆり 役
  - 六月の花嫁シリーズ4「ヴァージンロード」（1989年6月27日）
  - サンタクロース殺人事件（1990年12月25日） - 海原妙子 役
  - 六月の花嫁シリーズ4「結婚適齢期 愛の讃歌は殺意の調べ…」（1991年6月25日）
  - 刑事・鬼貫八郎2「擬装心中」（1993年11月30日） - 本田節子 役
  - 京都近江殺人街道（1994年4月12日） - 小杉京子 役
  - 二階の女（1994年8月30日）
  - 指名手配（1998年11月24日） - 境紀美子 役
  - 弁護士・朝日岳之助12「殺意のささやき」（1999年1月26日） - 柏木僚子 役
  - 救命救急センター3（2001年6月26日） - 正木晴美 役
  - 妻殺し（2001年11月27日） - 西山智子 役
  - 臨床心理士5（2002年1月22日） - 根元直美 役
- ザ・サスペンス「刑事 父と娘の果てしない旅 いま愛する人の目の前で哀しみの銃弾が炸裂する!!」（1984年9月22日、TBS）
- 夏樹静子サスペンス「動機なし」（1986年1月6日、関西テレビ）
- 大岡政談 暴走！鎧が迫る、血も凍る怪奇ホラー（1987年、テレビ朝日）
- ヤングシナリオ大賞スペシャル「パンダ、誘拐される」（1987年12月26日、フジテレビ）
- 12時間超ワイドドラマ(テレビ東京)
  - 「花の生涯 井伊大老と桜田門」（1988年1月2日）
  - 「家康が最も恐れた男 真田幸村」（1998年1月2日）
  - 「次郎長三国志」（1991年1月2日） - お島
- ザ・ドラマチックナイト「都会のタコツボ師1」（1988年3月18日、フジテレビ）
- 男と女のミステリー（フジテレビ）
  - 「三姉妹は電話がお好き!」（1988年9月2日）
  - 「都会のタコツボ師II 金塊大作戦」（1989年5月26日）
  - 「明石家さんま殺人事件」（1989年9月29日）
- 私が愛した鯨（1989年1月3日、NHK）
- 水曜グランドロマン(日本テレビ)
  - 「愛の矢車草」（1989年3月1日）
  - 「女同士」（1991年7月10日）
  - 「終戦記念番組 愛と哀しみのサハリン」（1991年8月7日）
- 東京ストーリーズ（フジテレビ）
  - 第5回「恋の一時間は孤独の千年」（1989年11月9日）
  - 最終作「抱きしめるには近すぎて…」（1990年9月24日）
- 京都サスペンス「桜の寺殺人事件」（1989年12月11日、関西テレビ）
- 聖夜週特別ドラマ「さかなでバーのクリスマス」（1989年12月24日、フジテレビ）
- 月曜ドラマスペシャル(TBS)
  - 「脱獄山脈」（1990年1月22日）
  - 「私を騎手にして」（1990年7月23日）
  - 「日本一のツイてない男」（1991年5月6日）
  - 「消えた看護婦 2重生活の女」（1996年6月17日）
  - 「山村美紗サスペンス 検視官江夏冬子シリーズ 京都奥嵯峨殺人絵巻」（1998年8月31日）
  - 「弁護士迫まり子の遺言作成ファイル(1)約束・新米弁護士まり子の初仕事は何と報酬1千万円の遺言作りだった」（1999年4月19日）
  - 「漫画家・真行寺華美の殺人レシピ(2)大分佐賀関殺人事件」（2000年1月31日）
- 東芝日曜劇場 第1776年回「かの姫は来たり」（1991年3月10日、RKB毎日放送）
- 月曜・女のサスペンス(テレビ東京)
  - 「女特命捜査官2 軽井沢・拉致された花嫁」（1991年6月24日）
  - 「女特命捜査官3 古都鎌倉・長谷寺坂の女」（1991年7月29日）
  - 「女特命捜査官4 点と線の女」（1991年8月26日）
  - 「女特命捜査官5 愛人殺人事件」（1992年5月11日）
- ルージュの伝言 VOL.16「雨の街を」（1991年7月17日、TBS）
- '91新鋭ドラマシリーズ「総理大臣誘拐される」（1991年8月4日、TBS）
- DRAMADOS「稲川淳二のトゥルーストーリー 記憶の罠」（1991年8月7日、関西テレビ）
- 金曜ドラマシアター「実録犯罪史シリーズ 最期のドライブ 富山長野女子高生・OL連続誘拐殺人事件」（1992年6月26日、フジテレビ）
- 土曜ワイド劇場(テレビ朝日)
  - 「殺人行越前海岸の女・責任能力なき犯罪、愛する人に仕掛けられた復讐の罠!」（1993年5月8日）
  - 「赤と青の殺意 八丈島からの殺人招待状・オペラの調べは殺しの予告」（1993年5月29日）
  - 「7人のOLが行く! 沖縄お見合いツアーに 殺しの花が咲く!?」（1994年8月6日） - 柿沢良美 役
  - 「そして誰もいなくなる 10人の名門女子校生が殺されていく!（1994年10月29日） - 向坂典子 役
  - 「ホーム・スイートホーム 結婚パーティーの殺人案内状!」（1995年12月23日）
  - 「殺人披露宴 東京湾船上挙式で花嫁が投身自殺！」（1999年9月11日） - 青木亮子 役
  - 「和久峻三ミステリー 赤かぶ検事10黒ユリは殺しのメッセージ 飛騨路美女連続殺人」（2000年1月15日） - 安井さと子 役
  - 法医学教室の事件ファイル(14)「夫が二人? DNA鑑定殺人事件の謎」（2001年5月26日） - 菅井比佐子 役
  - 「殺人銀行 強盗たちはなぜ殺されたのか？」（2001年8月25日） - 木野道子 役
  - 「はみだし弁護士・巽志郎6」（2002年8月17日） - 綾 役
  - 「京都マル秘仕事人2 5億円古美術鑑定士殺人事件」（2002年11月16日） - 北山恭子 役
- サスペンス・明日の13章「衝動殺人・赤いランドセル」（1993年5月31日、関西テレビ）
- JTドラマBOX泣きたい夜もある「余白のあとのエピローグ」（1993年7月4日、毎日放送） - 夏実
- 美徳のよろめき（1994年7月12日、フジテレビ)
- 花王ファミリーSP「ドラマ結婚式場 花嫁介添人がゆく8姑と新婦の全面戦争」（1995年8月6日、関西テレビ）
- 幽霊のドロボー日記（1996年3月27日、フジテレビ）
- こいまち 第3回 「長崎・雲仙編 恋人と10年ぶりの再会 私が愛したゴースト」（1999年1月26日、関西テレビ）
- 希望の春（2000年3月13日、関西テレビ）
- 「柔らかな頬」 前編 後編 （2001年1月2日・1月3日、BS-i）
- 仮面ライダークウガ 新春スペシャル（2001年1月2日、テレビ朝日）
- 月曜ミステリー劇場(TBS)
  - 人情質屋の事件台帳1 激安商法殺人事件！（2001年7月9日）
  - 世直し公務員 ザ・公証人2（2003年3月10日） - 野村尚美 役
  - 横山秀夫サスペンス「密室の抜け穴」（2003年5月5日） - 南美香子 役
- 金曜エンタティメント→金曜プレステージ（フジテレビ）
  - 「山村美紗サスペンス 京都夜の祇園姉妹殺人事件」（1999年1月22日） - 白川理沙 役
  - 「音の犯罪捜査官・響奈津子3」（1999年8月13日） - 大塚玖美子 役
  - 「ナースな探偵3 復讐のミイラが美女を襲う! ドタバタナースVS.白衣の切り裂き魔」（2000年4月7日）
  - 「女検死官」（2000年7月21日） - 向井弥生 役
  - 「おばさんデカ・桜乙女の事件帖9 待望の人気シリーズ! ホスト殺人の真相は愛人の怨み?（2000年12月29日）
  - 「着物デザイナー黛涼子の推理紀行3 雪女伝説殺人事件」（2002年3月1日） - 来嶋幸 役
  - 「夏樹静子ミステリー アリバイの彼方に2」（2002年10月18日） - 谷口明子 役
  - 「所轄刑事1～必死の捜査報告～」（2004年9月10日）
- 女と愛とミステリー(テレビ東京)
  - 「事件記者 浦上伸介1」（2001年9月15日） - 小此木裕子 役
  - 「横溝正史生誕百年記念 ミステリー賞受賞作品 逃げ口上～路線バス爆破事件!」（2002年10月16日） - 伊達佳子 役
- 世にも奇妙な物語 「マンホール」（2002年） - 添島えり子 役
- 宗像教授伝奇考（2007年3月10日、TBS）

他多数。

### 映画
- ねらわれた学園（1981年7月11日） - 雨宮
- 鑓の権三（1986年1月15日）- 市之進の娘・お菊
- ガンヘッド（1989年7月22日）[5] - イレブン[1]
- シコふんじゃった。（1992年1月15日） - 朝井知恵
- 青春デンデケデケデケ（1992年10月31日） - 白井美貴
- ナースコール（1993年1月30日） - 浅川郁未
- ロマンス（1996年5月25日） - 村上霧子
- TOKYO EYES（1998年10月24日） - Naomi
- かわいいひと 「EPISODE I」（1998年） ※ビデオ題「ポッキー坂恋物語 かわいいひと」
- ドッグス（1999年1月30日） - 笠谷美樹
- 白痴（1999年10月30日）
- 酒井家のしあわせ（2006年12月23日）
- ハナミズキ（2010年8月21日）

### オリジナルビデオ
- 必殺始末人III「地獄に散った花びら二枚」（1998年2月25日） - 石川初
- 事件屋稼業（1992年2月21日） - 横田有希

### ラジオ
- TOKYOベストヒット

## 脚本
- 8月のクリスマス（2005年）ノンクレジット
- 西の魔女が死んだ（2008年）矢沢由美名義
- 少女たちの羅針盤（2011年）矢沢由美名義で共同脚本

## 著書
- 帰ってきたお父ちゃん（2022年、講談社） - 半自伝的小説[1]